# Imagocnus zazae
Imagocnus zazae és una espècie extinta de peresós terrestre que visqué durant el Miocè inferior a Cuba.
Aquest peresós vivia a les Antilles i presentava una mida de cos variable. La seva relació amb altres peresosos de les Antilles no està clara, tot i que es considera que Megalocnus i Parocnus en són els parents més propers.